# Tolga Çevik

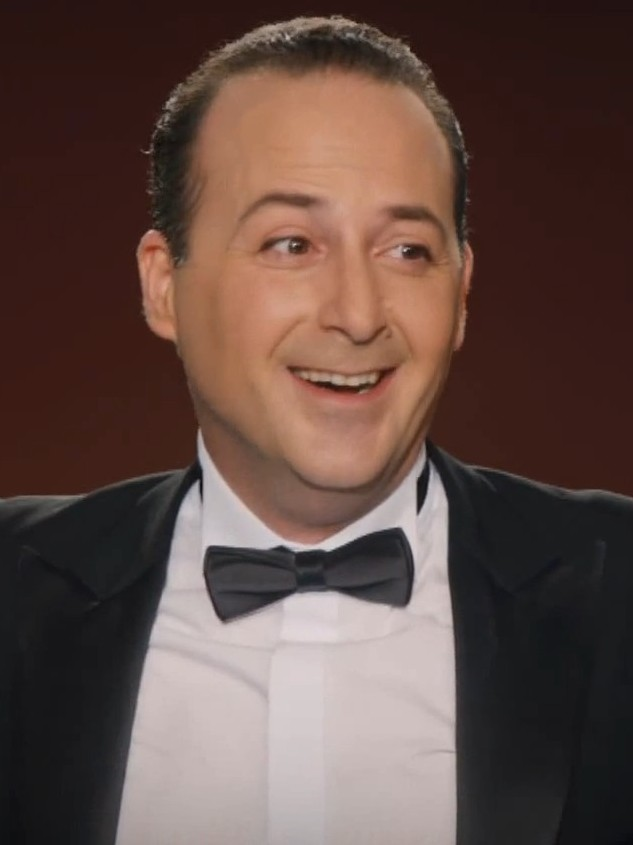
Tolga Çevik, 2017

Tolga Çevik (* 12. Mai 1974 in Istanbul) ist ein türkischer Schauspieler und Komödiant.

## Leben
Çevik ist erfolgreicher Absolvent des Fachs Schauspiel und Theaterkünste an der University of Central Missouri. Er begann seine professionelle Karriere am Hadi Camen Theater. Seit 2004 ist er mit Özge, der Schwester von Cem Yılmaz, verheiratet. Er spielte zunächst in türkischen TV-Serien und später auch in Kinofilmen, darunter 2001 in dem Drama Weit weg von zuhause als Hauptdarsteller an der Seite von Erol Keskin und Anna Bielska. 2003 war er in der Komödie Vizontele Tuuba und 2005 in Krumme Dinger am Bosporus (Originaltitel: Organize İşler) zu sehen.

## Filmografie

### Kino
- 2000: Köçek
- 2001: Herkes Kendi Evinde
- 2001: Vizontele
- 2003: Bana Bir Şeyhler Oluyor
- 2003: Vizontele Tuuba
- 2005: Organize İşler
- 2012: Sen Kimsin
- 2014: Patron Mutlu Son İstiyor
- 2016: Sen Benim HerŞeyimsin
- 2025: Kalender Pide

### Fernsehen
- 1998: Feride
- 1998: Salacak Öyküleri
- 2002: Aşk ve Gurur
- 2003: Esir Şehrin İnsanları
- 2003: Ölümsüz Aşk
- 2004: Dişi Kuş
- 2004: Her Şey Yolunda
- 2004: Sevinçli Haller
- 2006–2008: Avrupa Yakası
- 2007–2011: Komedi Dükkanı
- 2013–2015: Arkadaşım Hoşgeldin
- 2016: Müdür Ne'aptın?
- 2017–2018: TOLGSHOW